# Sud Ouest
Sud Ouest este un cotidian francez, al treilea cel mai mare cotidian regional din Franța în ceea ce privește distribuția. A fost fondat la Bordeaux, pe 29 august 1944, de către Jacques Lemoine, ca succesor al ziarului La Petite Gironde. În 1949 a fost lansată ediția de duminică Sud Ouest Dimanche. Sud Ouest acoperă Gironda, Charente, Charente-Maritime, Dordogne, Pyrénées-Atlantiques și departamentele Lot-et-Garonne. Este deținut de Groupe Sud Ouest, care a fost condus de Jacques Lemoine între 1944 și 1968 și de fiul său, Jean-François Lemoine, din 1968 până în 2001. Începând cu februarie 2008, președintele grupului este Pierre Jeantet. 80% din grup aparține familiei Lemoine, 10% jurnaliștilor, iar restul de 10% personalului. Tirajul este de aproximativ 300.000 de exemplare.

## Grupul Sud Ouest
În afară de Sud Ouest, grupul s-a extins progresiv și deține acum și La Charente Libre, La Dordogne Libre, La République des Pyrénées și L’Eclair des Pyrénées-Pays de l’Adour. În 2007, Groupe Sud Ouest a cumpărat Le Midi Libre, L’Indépendant, Centre Presse (Aveyron) și Montpellier Plus de la grupul Le Monde, care a fost nevoit să vândă aceste ziare din cauza datoriilor sale zdrobitoare. Aceste ziare locale din regiunea Languedoc-Roussillon permit Grupului Sud Ouest să se extindă în afara regiunilor Aquitania și Poitou-Charentes. Pe lângă cotidiane, Groupe Sud Ouest deține și revistele săptămânale Le Résistant (Libourne), Haute Saintonge (Jonzac), Haute Gironde (Blaye), l'Hebdo de Charente Maritime (Surgères), La Semaine du Pays Basque, La Dépêche du Bassin și Le Journal du Médoc. Săptămânalele La Semaine du Roussillon, le Journal de Millau, l'Aveyronnais, le Catalan Judiciaire, Terre de Vins și Terres Catalanes, toate publicate în Languedoc-Roussillon, au fost de asemenea vândute de Le Monde către Groupe Sud Ouest în 2007. Groupe Sud Ouest publică diverse reviste de surf, inclusiv Surf Session', Bodyboard și Surfer's Journal. O editură, éditions Sud Ouest, este specializată în istoria locală, turism și mâncare și deține postul TV local, TV7 Bordeaux. Veniturile grupului au fost de 325 milioane de euro în 2006, și după absorbția ziarelor din Languedoc-Roussillon, se aștepta un venit de 555 milioane de euro.

## Ziarul
Ziarul Sud Ouest se distinge printr-o acoperire mai amănunțită decât de obicei, pentru un cotidian local francez, a știrilor naționale și internaționale. Din punct de vedere politic, ziarul este destul de neutru, deși l-a comparat odată pe Bruno Mégret cu Philippe Henriot după o întâlnire a Frontului Național de la Bordeaux în anii '90. Include un caricaturist editorialist, Michel Iturria, și un articol de opinie semnată de Franck de Bondt.